# Горан Угарчина Уго
Горан Угарчина Уго је српски рок музичар, дизајнер и стрип цртач, пореклом из Горњег Милановца.

## Биографија
Рођен је у Горњем Милановцу, 9. фебруара 1969, где је завршио основну школу, а након ње средњу дизајнерску школу у Београду. Од најраније младости се бавио рокенролом, свирајући бубњеве у различитим горњомилановачким групама. Деведесетих година се сели у Београд, а онда, двехиљадитих, одлази да живи у селу Гугаљ.

## Музика
Први озбиљан ангажман је имао у горњомилановачко-београдској рок групи Скарлет где су чланови били и Владимир Весовић, Давид Вартабедијан и Душан Јовановић). Након тога долазе Бјесови, са којима је снимио њихов први албум "У освит задњег дана". Након одласка из Бјесова, недуго после снимања овог албума (1992), свира са неколико музичара из Г. Милановца, а 1993. са Предрагом Дрчелићем, Александром Пауновићем и Ранком Томићем прави краткотрајни пројекат Армагедон, који се распада после једног јединог концерта у некадашњем биоскопу у Горњем Милановцу. Неке од песама настале у Армагедону Предраг Дрчелић (Скаки) касније снима са својом групом Трула коалиција, а Угарчина неке своје песме из овог пројекта свира са својом новом групом под називом Ан фас.
Ан фас ради неколико година и за то време снима и 1994. објављује истоимени албум за издавачку кућу ИТВ Меломаркет из Београда.

## Стрип
Паралелно са музиком, Угарчина се бави стрипом. Та његова делатност доживела је признање почетком двехиљадитих. Крајем септембра 2013. издавачка кућа Малагма издаје његов 3Д стрип албум под називом „Градске приче“, први такав на српском језику. и за њега добијају награду за најбољи стрип те године УЛУПУДС на 58. београдском сајму књига.

## Занимљивости
Горан Угарчина је, уз Зорана Маринковића, коаутор текстова неколико песама Бјесова ("Киша" са албума НА ЖИВО, "Ко те виде-Тај се сећа" и "Хвала што постојиш" са БОЉЕ ТИ). Са Зораном заједно, направио је омот за НА ЖИВО и спот за "Ако те неко зна" (БОЉЕ ТИ). Камерман је и главни је протагониста (као камерман) спота за песму "Бесан пас" - БОЉЕ ТИ (Зоран Маринковић-концепт и монтажа).